# Vườn quốc gia Radal Siete Tazas
Vườn quốc gia Radal Siete Tazas (phát âm tiếng Tây Ban Nha: [raˈðal ˈsjete ˈtasas]) là một vườn quốc gia nằm ở tỉnh Curicó, gần núi lửa Descabezado Grande, thuộc vùng Maule, Chile.
Vườn quốc gia này nằm ở độ cao trong khoảng từ 650 - 2.600 m (2.130 - 8.500 ft)   nổi tiếng nhất với khu vực được gọi là Siete Tazas (Seven Cup), trong đó bao gồm bảy hồ nước tự nhiên liên tiếp với những thác nước dọc theo sông Claro. Những thác nước có độ cao từ 1 đến 10,5 mét. Ngoài ra còn có hai thác nước cao được gọi là El Velo de Novia và Salto de la Leona, với duy nhất một dòng chảy theo chiều dọc có độ cao lần lượt là 40 và 20 mét. Siete Tazastrước đây là một khu vực khô cạn nhưng do trận Động đất ngày 27 tháng 2 năm 2010 tại Chile khiến đất đá bị gãy nứt, nước ngầm chảy vào tạo thành như ngày nay.

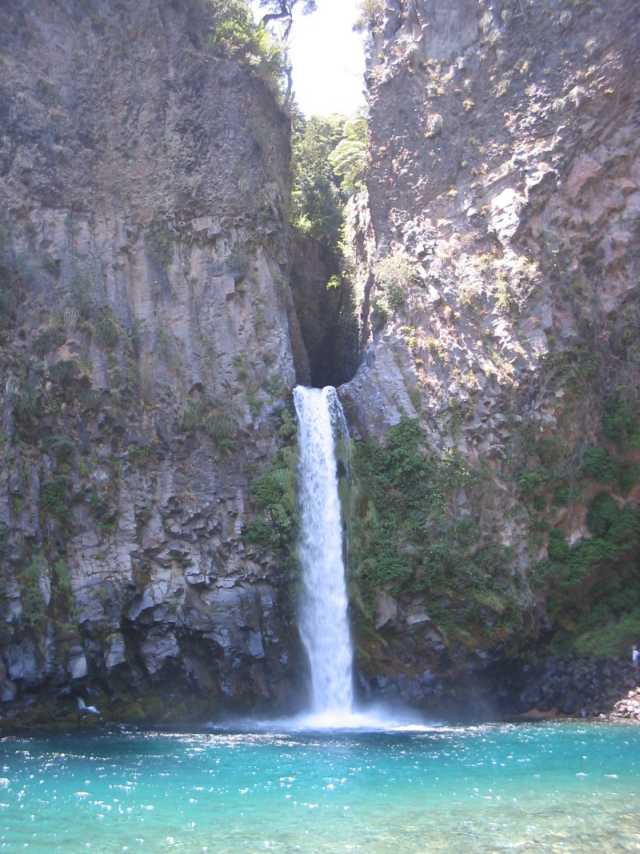
Thác nước Salto de la Leona.

Thực vật tại đây chủ yếu là các loài thuộc họ Cử phương nam và Bách bao gồm Nothofagus glauca, Nothofagus leonii, Cupressus macrocarpa (Bách Monterey), Nothofagus dombeyi, Nothofagus antarctica, Nothofagus alpina, Austrocedrus chilensis và Maytenus chubutensis. Một phân loài của Vẹt đào hang là loài bị đe dọa được biết đến với tên địa phương là Tricahue.